# 日本総合学術学会
日本総合学術学会（にほんそうごうがくじゅつがっかい、英語:Japan Society for Interdisciplinary Science）は、日本の学術研究団体の一つ。
日本学術会議の日本学術会議協力学術研究団体の１つでもある。

## 概要
2000年11月11日に設立。
科学・環境・教育・言語・国際・情報・文化に関する調査・研究の学際的情報交換を行うと共に、その調査・研究を支援・援助し普及することを目的としている。
毎年、年2回（春季・秋季）のペースで「研究大会」「講演・研究発表会」が開催されている。会場は、広島県を中心に日本全国の各地を巡回している。その他の活動として「科学・メディア研究部会」がある。
事務局は広島大学森戸国際高等教育学院（旧留学生センター、国際センター）内に所在している。

## 刊行物

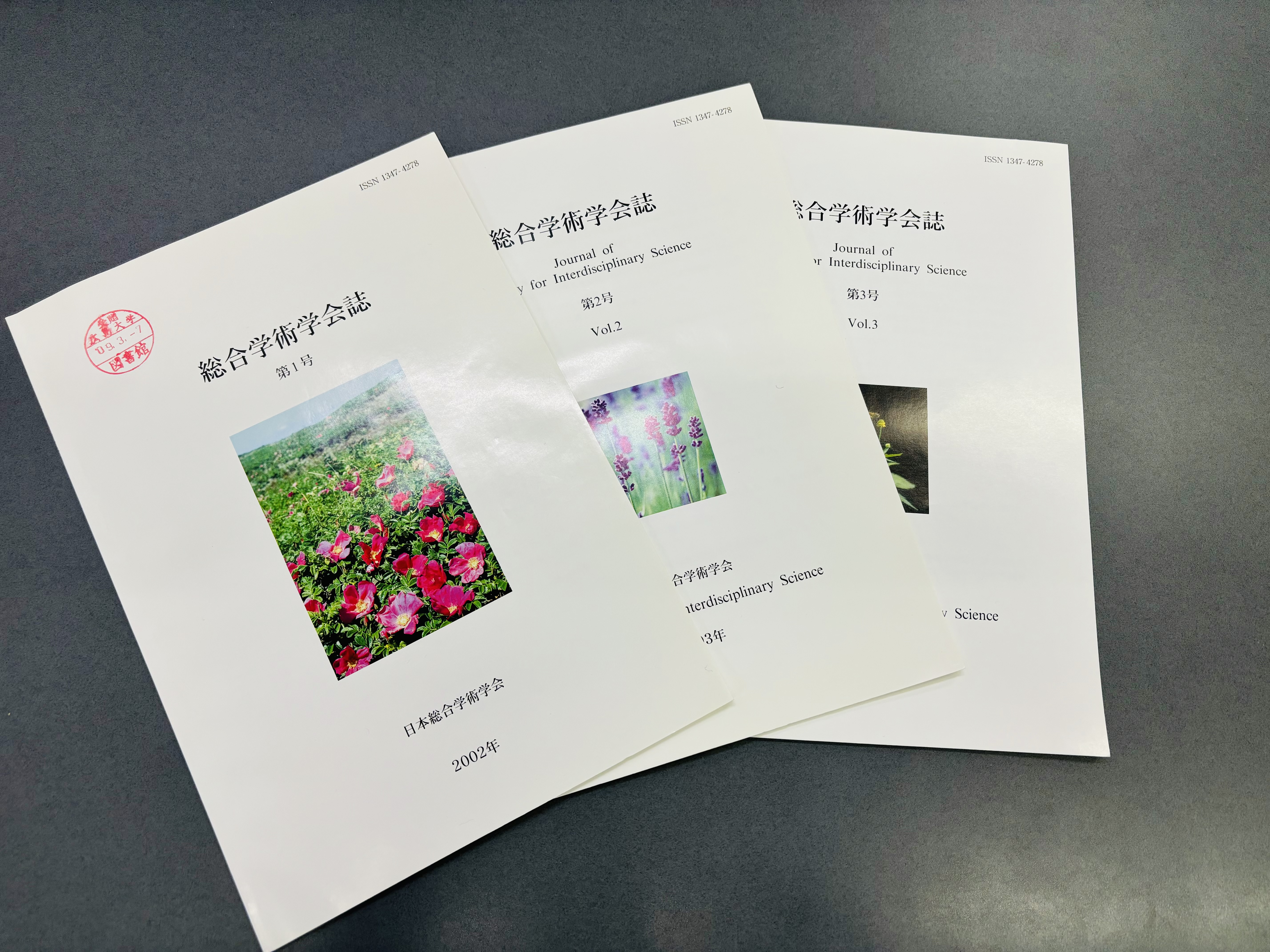
総合学術学会誌第1号、第2号、第3号

### 総合学術学会誌（Journal of Society for Interdisciplinary Science）
- 学会誌刊行の目的：日本総合学術学会会員に研究発表の場を提供し，定款第4条の目的を達成するため，学会誌を刊行する。
- 誌名（和文）：総合学術学会誌
- 誌名（欧文）：Journal of Society for Interdisciplinary Science
- ISSN 1347-4278
- 創刊年：2001
- 資料種別：ジャーナル（査読付き論文を含む） 使用言語：日英混在
- 発行形態：印刷体、eジャーナル（J-STAGEで公開）
- 原稿の種類 (1) 4種類からなる論文（原著論文、資料論文、解説論文、実践論文）、（2）研究ノート、(3)  特別寄稿、(4)  書評、(5)  その他、(6)  活動報告がある。
- 論文掲載料：一編 10,000円。（ただし、学生会員が単著を投稿する場合は，一編 1,000円。）

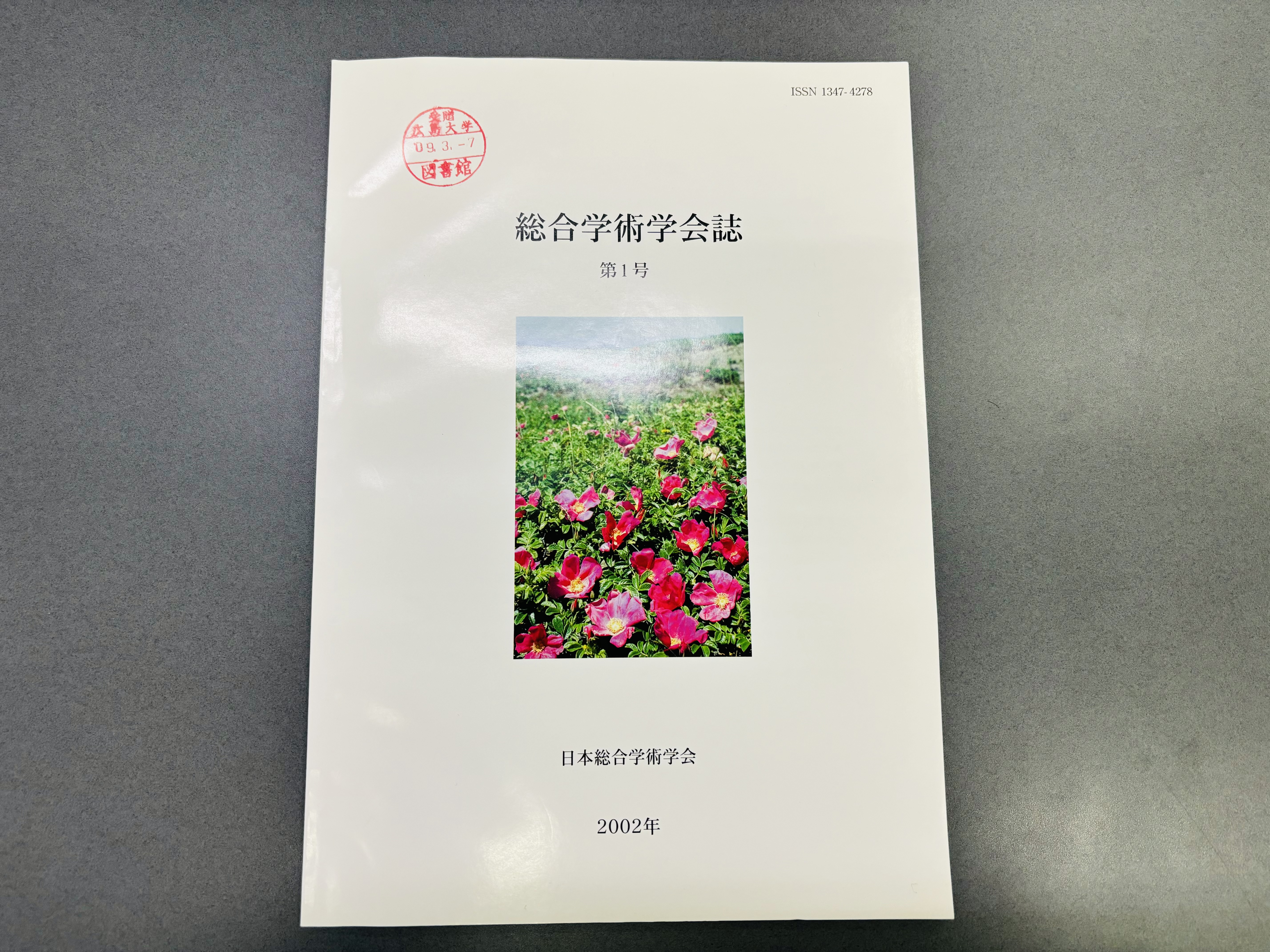
総合学術学会誌第1号